# NGC 3573
NGC 3573 is een spiraalvormig sterrenstelsel in het sterrenbeeld Centaur. Het hemelobject werd op 20 april 1835 ontdekt door de Britse astronoom John Herschel.

## Synoniemen
- ESO 377-22
- MCG -6-25-11
- AM 1108-363
- IRAS11089-3636
- PGC 34005